# 건칠여래좌상 (인천광역시 유형문화재 제13호)
건칠여래좌상(乾漆如來坐像)은 인천광역시 연수구 옥련동, 인천광역시립박물관에 있는 불상이다. 1990년 11월 9일 인천광역시의 유형문화재 제13호 '목조여래좌상'(木造如來坐像)로 지정되었다가, 2016년 6월 20일 건칠여래좌상(乾漆如來坐像)으로 변경되었다.

## 개요
머리는 크고, 상체가 긴 편이며, 결가부좌한 두 다리의 폭은 좁은 편이며, 육계(肉髻)는 낮고 크며, 머리와의 경계가 불분명하고, 그 아래 계주(髻珠)가 놓여 있다. 이마가 넓고, 얼굴은 방형(方形)에 가까우며, 눈은 가늘고 긴 편, 콧날도 긴 편이다. 법의(法衣)는 양쪽 어깨 위를 덮고 있고, 내의(內衣)의 주름 및 리본 형태의 띠 매듭이 특이하며, 두 손은 파손되었으며, 양 손 사이의 간격이 좁다. 내부는 남은 흙이 없고, 표면 마무리가 잘 되어 있다. 칠은 주 칠과 금 칠을 2회 반복하였는데, 금 칠의 벗겨짐이 과도하여 불상 표면의 얼룩이 심하다. 불상의 바닥은 나무 판을 대어 만들었는데, 나무 판과 불상을 현대적인 못으로 고정되어 있다.

## 각
1. ↑  인천광역시 고시 제2016-139호, 《인천광역시 지정문화재(유형문화재) 고시》, 인천광역시장, 인천광역시보 제1542호, 22면, 2016-06-20

## 참고 자료
- 건칠여래좌상 - 국가유산청 국가유산포털